# Злой город (сериал)
«Злой город» (англ. Wicked City) — американский телевизионный сериал, который вышел на ABC в сезоне 2015—2016 годов. Сериал транслировался по вторникам в десять вечера после сериала «Агенты «Щ.И.Т.»», начиная с 27 октября 2015 года. В центре сюжета находятся поиски Департаментом полиции Лос-Анджелеса пары серийных убийц в стиле Бонни и Клайда, которые терроризируют обитателей Сансет Стрип в 1982 году.
Сериал получил крайне негативные отзывы от критиков и дебютировал с низким демографическим рейтингом 0,9 в категории 18-49. 13 ноября 2015 года ABC закрыл проект и снял его с эфира после трех эпизодов. Оставшиеся пять эпизодов были выпущены на Hulu в декабре 2015 года.

## Производство
В сентябре 2014 года было объявлено, что Стивен Бейгелман и Mandeville Television продали сценарий криминальной антологии для ABC. 23 января 2015 года канал заказал съемки пилотного эпизода, режиссёром которого выступил Том Шенкленд. Съемки пилота начались 16 марта 2015 года Лос-Анджелесе, штат Калифорния и завершились 2 апреля 2015 года. 7 мая 2015 года канал утвердил пилот и заказал съемки первого сезона.
Объявления о подборе актёров начались в феврале 2015 года. 24 февраля было объявлено, что Эрика Кристенсен будет играть медсестру и мать, которая становится серийным убийцей. На следующий день Таисса Фармига и Даррелл Бритт-Гибсон получили роли журналистов, которые разведывают подробности о случаях убийств на Сансет Стрип. 3 марта 2015 года Каролина Выдра получила роль молодого детектива, а день спустя было объявлено, что ведущего детектива будет играть Адам Ротенберг, тогда как Холли Файн — его жены. 11 марта 2015 года Энн Уинтерс получила роль их дочери, а Габриэль Луна — ещё одного детектива и партнера Ротенберга. 12 марта 2015 года было объявлено, что роль серийного убийцы будет играть Эд Вествик.
После майских апфронтов ABC решил произвести небольшие изменения в актерском составе. 18 мая 2015 года проект покинули Ротенберг, Файн и Бритт-Гибсон. 6 июля 2015 года Джереми Систо сменил Ротенберга, а Эван Росс — Бритта-Гибсона. Файн в свою очередь сменила Джейми Рэй Ньюман 13 августа.

## В ролях
- Эрика Кристенсен — Бетти Смит
- Эд Вествик — Кент Гэллуэй
- Джереми Систо — детектив Джек Рот
- Таисса Фармига — репортёр Карен Макларен
- Гэбриель Луна — детектив Пако Контрерас
- Каролина Выдра — детектив Дайан Гиббонс
- Эван Росс — Дивер Хоукс
- Энн Уинтерс — Вики Рот
- Джейми Рэй Ньюман — Эллисон Рот
- Дэвид Салливан — детектив Арнольд Буковски
- У. Эрл Браун — капитан Уилкинсон